# 衡阳廉政文化雕塑园
衡阳廉政文化雕塑园位于湖南省衡阳市高新区蒸水河东提风光带，由中共衡阳市纪委指导高新区承建，总面积约2万平方米。

## 景观
衡阳廉政文化雕塑园分古、今两园，内设有警钟楼、清风亭、32座历代廉政名人塑像、40处景墙壁刻和20处石刻等。
- 海瑞像
- 周公像
- 况钟像
- 杨震像
- 在官惟明，莅事惟平，立身惟清
- 丹心一颗,千金哪比人格贵；清风两袖,万贯不移品行贞
- 顺心天正国，安自民清官
- 苏琼悬瓜故事
- 李汰作诗拒贿
- 吴隐之不惧饮贪泉故事